# Лео Штайн
Лео Штайн (нім. Leo Stein; справжнє прізвище — Розенштайн; 23 лютого 1861, Львів — 28 липня 1921, Відень) — австрійський драматург і лібретист.

## Біографія
Народився 23 лютого 1861 року в Львові.
Лео Штейн тісно співпрацював з композиторами Йоганом Штраусом, Францом Легаром, Імре Кальманом, Оскаром Недбалом та лібретистом Віктором Леоном. Разом з цим він став автором світових успіхів Легара.
Помер 28 липня 1921 року у Відні.
Могила Лео Штейна розташована на Центральному кладовищі Відня.